# Keroro
Keroro (ケロロ軍曹, Keroro Gunsō) és una sèrie manga de comèdia i ciència-ficció creada per Mine Yoshizaki. Es va publicar per primera vegada l'abril del 1999 a la Monthly Shōnen Ace i s'adaptà en un anime estrenat el 2004. Segueix els intents d'envair la Terra d'un escamot de soldats alienígenes amb l'aparença de granotes. El sergent Keroro, el protagonista, és el líder del grup, però és capturat per una família humana mentre s'amagava dins de casa seva. En Keroro es veu forçat a treballar per la família després que l'exèrcit abandoni el seu escamot a la Terra.
L'humor de la sèrie beu dels jocs de paraules, de la comèdia física, de la ironia situacional i el trencament de la quarta paret, i de nombroses referències a la cultura popular japonesa (especialment a Gundam, Kamen Rider, Super Sentai, Space Battleship Yamato, Bola de Drac i Neon Genesis Evangelion. Als Països Catalans, la sèrie de televisió s'ha emès al K3, al Canal Super3, a Punt 2 i a IB3.

## Argument
Una colla de granotes extraterrestres provinents del planeta Keron han vingut a la Terra, que ells anomenen Pokopen, per envair-la, però no ho aconsegueixen de cap manera. El sergent Keroro, tot i que és el líder del grup, és infantil, incompetent i prefereix dedicar el temps a la seva afició preferida: muntar maquetes de plàstic. A part d'en Keroro, el seu escamot té quatre membres més: l'adorable però violent recluta Tamama, el bel·licós però tendre caporal Giroro, l'intel·ligent i trapella alferes Kururu, i el disciplinat però traumatitzat soldat Dororo.
El principal obstacle de la seva missió és la família Hinata, que s'acaba fent càrrec de les granotes després que l'exèrcit de Keron abandoni la Terra. En Keroro té encomanades les tasques de la llar i pateix abusos constants de la filla de la casa, la Natsumi. Cada membre de l'escamot es troba a càrrec d'un humà: l'humà d'en Giroro és la Natsumi Hinata, de qui s'enamora; l'humà d'en Keroro és en Fuyuki Hinata, qui considera el sergent el seu únic amic de veritat; l'humà d'en Kururu és en Mutsumi Saburo, que el va descobrir; el d'en Doro és la Koyuki, una ninja, i en Tamama és a càrrec de la Momoka Nishizawa.

## Manga
El manga original és publicat al Japó per l'editorial Kadokawa Shoten. Va començar a publicar-se mensualment a la revista Monthly Shōnen Ace. Inicialment, del primer al setè volum, estava orientat a un públic jove i adult, però se'n va rebaixar l'edat després que s'estrenés la sèrie de televisió. El manga no s'ha publicat en català.

## Anime
La sèrie d'anime es va emetre a TV Tokyo entre el 2004 i el 2011. És una producció de Sunrise, Nihon Ad Systems i TV Tokyo, i també s'ha emès a Animax i a TXN. Se n'han creat set temporades i, a diferència del manga, està pensat per a una audiència familiar.
En català se n'han fet tres doblatges diferents segons el canal i les varietats dialectals. El 9 de setembre del 2007, Televisió de Catalunya va emetre'n el primer capítol al K3, i les emissions van continuar al Canal Super3. IB3 i Televisió Valenciana (a Punt 2 i Nou 2) també emeteren la sèrie amb doblatges propis. Poc abans de l'estrena a Catalunya i a les televisions autonòmiques espanyoles, Keroro es va presentar en diversos actes promocionals en pobles del litoral. Un d'aquests actes, en què es van repartir diversos obsequis, va ser a Platja d'Aro.

### Doblatge
| Personatge       | Veu japonesa     | Veu catalana (TV3) |
| ---------------- | ---------------- | ------------------ |
| Sergent Keroro   | Kumiko Watanabe  | Roser Aldabó       |
| Recluta Tamama   | Etsuko Kozakura  | Diana de Guzmán    |
| Caporal Giroro   | Jōji Nakata      | Jaume Mallofré     |
| Soldat Dororo    | Takeshi Kusao    | Gal Soler          |
| Alferes Kururu   | Takehito Koyasu  | Norbert Ibero      |
| Aki Hinata       | Akiko Hiramatsu  | Cristina Mauri     |
| Natsumi Hinata   | Chiwa Saito      | Sílvia Gómez       |
| Fuyuki Hinata    | Tomoko Kawakami  | Gemma Ibáñez       |
| Narrador         | Keiji Fujiwara   | Ramon Canals       |
| Momoka Nishizawa | Haruna Ikezawa   | Marta Barbarà      |
| Paul Moriyama    | Keiji Fujiwara   | Jaume Lleal        |
| Koyuki Azumaya   | Ryō Hirohashi    | Marta Covas        |
| Angol Mois       | Mamiko Noto      | Meritxell Mauri    |
| Saburo           | Akira Ishida     | David Brau         |
| Rabbi            | Tomoko Haneda    | Geni Rey           |
| Noia Fantasma    | Chie Matsūra     | Sandra Fortuny     |
| Melody           | Megumi Toyoguchi | Iris Lago          |

## Personatges

### Keronians de la tropa Keroro
Sergent Keroro: És el protagonista de la sèrie. En Keroro, que és verd i és qui sembla més una granota, és el sergent de la tropa. Resideix a cals Hinata, amb tota la família, però també hi ha creat una impressionant base secreta, en un principi per a l'ús personal tot i que ha esdevingut d'ús per a tots els keronians. A canvi de viure-hi i d'una petita paga mensual, fa les feines domèstiques (al principi l'hi obligava la Natsumi). Les seves aficions són llegir còmics, fer maquetes (activitat a què dedica tot el sou) i navegar per Internet. El seu símbol és una estrella i el seu casc és groc. El seu nom en codi és KRR, amida 55.5 cm. Està enamorat de la Pururu.
Recluta Tamama: És el segon d'aparèixer a la sèrie. És de color negre i té una cua que recorda un capgròs. Les seves aficions són menjar pastissos i pensar en el sergent, del qual està secretament enamorat. El seu símbol és una placa de conductor novell japonesa i el casc de color groc. És el recluta de la tropa keroro, o sigui, el menys important. Té molt respecte per en Keroro, però a vegades opina que en Keroro no serveix per ser el sergent de la tropa. Odia la Mois perquè li vol prendre el sergent, li diu "cuca fastigosa" i sempre la dibuixa amb un bigotet. És el sergent de la tropa infantil del cual pertanyia en Taruru. És una mica mentider. Quan s'enfada pot llençar una tècnica anomenada "Tamama Impacte", que és un raig que llança per la boca. A més del Tamama Impacte, pot fer altres tècniques, com la gardela gelosa, que és una concentració de la seva gelosia i odi per la Mois. El seu nom en codi és TMM.
Caporal Giroro: És el tercer d'aparèixer a la sèrie i és el més violent de tota la tropa. Està enamorat de la Natsumi pel seu poder ofensiu. És de color vermell i té un cinturó que li dona més força i precisió perquè a dins porta la foto de la seva estimada. El seu símbol és una calavera i té el casc de color granat. És el caporal de la tropa. Està obsessionat per les armes. Viu en una tenda de campanya i sempre que cau alguna cosa del cel li va a parar a sobre de la seva tenda. Conviu amb una gateta que va salvar de la pluja. Sempre està barallant-se amb en Keroro perquè prepari la invasió. El seu codi és GRR o G66. Té un germà gran anomenat Garuru. Està molt gelós d'en Mutsumi/Saburo, perquè la Natsumi n'està enamorada.
Alferes Kururu: És el quart d'aparèixer a la sèrie. És de color groc i té uns cascos i unes ulleres de cul de got. El seu símbol és una espiral (el símbol del virus) i té el casc de color taronja. És l'alferes de la tropa Keroro i a més a més és l'informàtic i inventor de la tropa. En Kururu és un individu sinistre, igual que el seu riure (kukukuku), amb molt humor negre i poc sentint de la companyonia, és un geni però també una mica antipàtic. La major part del temps està aïllat inventant coses, al seu laboratori de la base secreta que sembla la seva cara. A sota de les seves ulleres està tot gris. El seu nom en codi és 966. És el ciber-amic del Mutsumi/saburo i viu amb ell. Es van conéixer quan en Kururu volia envair tot sol Pokopen. Va ser el comandant més jove de tots els temps però pel seu mal geni va quedar com un simple Alferes. És molt porc i una mica pervertit.
Soldar de tropa Dororo: És l'últim d'aparèixer. És de color blau cel i sempre va amb un mocador tapant-li la cara i una katana. El seu símbol és una estrella ninja i té el casc de color gris.
Anys enrere havia estat amic del sergent Keroro, que el maltractava sovint, li trencava les joguines i s'aprofitava d'ell perquè era un nen de casa bona. Va quedar traumatitzat i va crear el "mode trauma", en el qual recorda algun dels seus múltiples traumes infantils provocats pel sergent. Parla amb un japonès antic i diu sempre "Servidor" per parlar d'ell mateix. Abans d'arribar a Pokopen era un assassí, un dels millors guerrers d'elit de Keron, però en arribar a Pokopen els seus companys el van deixar enrere i quasi mor, però el va salvar una noia ninja anomenada Koyuki Azumaya. Amb el temps ell també es va convertir en ninja i protegeix la Terra d'atacs alienígenes, perquè es va enamorar de la bellesa de Pokopen. Com a ninja, utilitza tècniques com la multiplicació dels cossos o la desaparició. El seu nom en codi és DRR. En realitat, es diu Zeroro, però quan va arribar a Pokopen es va canviar el nom i es va dir Dororo. Els seus companys sempre se n'obliden cosa que provoca el "mode trauma" o que plori, i l'únic objectiu que té és la pau a Pokopen.

### Pokopenians
Fuyuki Hinata (日向冬木 Hinata Fuyuki): En Fuyuki és un noi pokopenià de notes normals i negat per als esports, obsessionat amb el paranormal, la qual cosa provoca que s'esforci al 100 per 100 en el seu "hobby"; en el món paranormal ja és bastant important i ha desmantellat diverses teories sobre ovnis. En començar la sèrie tenia 12 anys i estava a punt d'acabar la primària. Era membre i delegat del club de paranormal del centre. Al començar la secundària, segons l'anime, crea el club paranormal al qual només hi assisteix la Momoka; però al manga s'apunta al club de manga per apropar-se a la feina de la seva mare. És molt amic del sergent i hi confia cegament. A la porta de la seva habitació té escrita la paraula winter, ja que el seu nom vol dir arbre d'hivern. Té els cabells negres i els ulls també. Quan s'enfada és terrible (fins i tot li té por la seva germana); per sort no s'enfada molt, no com la Natsumi. Va viure un temps separat de la seva mare i la seva germana, perquè va anar a viure al poble on viu l'àvia, i elles es van quedar a la ciutat.
Natsumi Hinata (日向夏美 Hinata Natsumi): És la germana gran del Fuyuki, i es podria dir que és el contrari del seu germà. És una excel·lent estudiant i esportista, tant que té peticions de tots els clubs de l'escola i un club de fans. A més té un gran nivell bèl·lic, i és un cuinera exquisida. Les seves mides són 80-56-80, i el seu número 723. Està perdudament enamorada del Saburo/Mutsumi i li agraden molt els moniatos que li fa en Giroro. La seva por més gran són els llimacs, i el sergent a causa d'això va crear el viscositiking, però això ja és una altra història. Sempre li diu Granotota al sergent, no el suporta i al principi li tenia emveja perquè tenia una habitació millor que la seva. Tant a la sabatilles, al devantal, com a la porta de la seva habitació té escrita la paraula "summer" perquè el seu nom vol dir bellesa d'estiu.
Aki Hinata (日向秋 Hinata Aki): És la mare dels germans Hinata, una editora molt famosa de manga que es nega a acceptar un augment. Les seves mides són 92-60-86, té un cos increïble i no se n'avergonyeix. La seva edat És un dels grans misteris de la sèrie. És 15º dan d'Aikidô i té un gran força. Li encanten les coses engaxoses, i adora al Keroro i companyia, en canvi no suporta gens els animals, li fan un pànic increïble. El seu nom significa tardor, i és vídua.
Momoka Nishizawua (西澤桃華 Nishizawa Momoka): És una noia noia de cabells blau cel, multimilionària i tutora del Tamama, que està bojament enamorada d'en Fuyuki, però mai s'atreveix a dir-li-ho. Té una doble personalitat, que intenta amagar al Fuyuki sense sortir-se'n gaire: la Momoka "bruta" que és gairebé igual a la de sempre, excepte en tres coses, com ara que el serrell se li posa en punta, els ulls se li arrodoneixen i té una valentia i una força sobrehumanes. Sempre es gasta milions en plans absurds per conquistar el cor del jove Hinata. El seu nom vol dir préssec i té un cos infantil, va quasi sempre amb el seu majordom Paul i té un equip d'elit per a ella sola. En un capítol, el seu pare la ve a buscar per emportar-se-la a Anglaterra i es descobreix que tant ell com el Paul eren lluitadors de "strepboxing".

### Altres keronians
Sumomo: La Sumomo és una estrella musical intergalàctica. És de color rosa, el seu símbol és un cor i el seu casc de color blanc. La primera vegada que va aparèixer venia a Pokopen per descansar de la música, però s'adona que no la pot deixar estar. Va venir una altra vegada, però va marxar immediatament. A diferència de la tropa keroro, la Sumomo es pot transformar en l'ésser que vulgui només pensant-ho.
Pare d'en Keroro: El pare d'en Keroro és una llegenda a Keron perquè es diu que és el guerrer invasor més poderós de Keron. És d'un color verd marronós i té un casc de militar de color negre. La primera vegada va venir per veure si el seu fill havia avançat en la invasió de Pokopen i se'n va anar. La segona vegada volia veure que tal estava en Keroro, però com li feia vergonya va venir amb l'excusa de què en Keroro s'havia de casar. En Keroro, per dissimular, va dir que la Natsumi era la seva promesa.
Taruru: És un membre de la tropa infantil que va venir per veure el "sergent" Tamama. Té el casc d'un color gris i el seu símbol és una gota en què cada meitat és d'un color diferent. La meitat de la dreta és de color groc, mentre que l'esquerra és de color vermell. La primera vegada va venir per veure en Tamama. Com que en Tamama explicava a la tropa infantil el que opinava dels seus amics, ho va esbombar i els altres es van assabentar del que pensava en Tamama. Després va venir amb la tropa Garuru per substituir la tropa Keroro. Té una tècnica similar al Tamama Impacte.
Karara: És una keroniana amiga d'en Taruru. El seu pare té una de les majors empreses de Keron. És d'un color verd cridaner i té un casc blau que té com una mena de banyes. El seu símbol és una rodona de color groc amb una línia al centre. És molt enamoradissa i s'ha enamorat de tots els membres de la tropa Keroro en aquest ordre i per les causes següents: en Tamama, perquè la salvà del laberint d'en Kururu; en Kururu, perquè la va salvar del seu pare; en Dororo, perquè va salvar la Karara i en Taruru de l'explosió d'un robot; en Giroro, perquè la va salvar d'en Viper i en Keroro per salvar-la d'una de les deesses keronianes. Sempre que la Karara ha vingut, s'han creat problemes a Pokopen.
Chiroro: És una keroniana amiga de la Karara. És de color groc amb un casc blanc. El seu símbol és el mateix que el de la Karara, però de color vermell. Acompanya la Karara des que ella es va enamorar d'en Dororo. La va segrestar en Viper. En lloc de dir "Hola" diu sempre "Aloha " (Hola en hawaià). Se'n sap poc d'ella.
Joriri: És un keronià bastant singular i amic d'en Keroro quan era petit. És de color verd moc i té una barba de tres dies. No té casc, però té pèl amb "patilles". El seu símbol és una J amb la punta acabada en espiral. Sempre fa unes frases sense cap ni peus, amb un pedestal de color negre sota el peu dret i rascant-se la barbeta amb la mà dreta. Va venir a Pokopen a donar a en Keroro una llavor que va treure una planta mutada per un líquid d'en Kururu. Es veu que de dia sempre fa el mandra, mentre que de nit controla la borsa galàctica. No se sap res del seu passat.

### Tropa Garuru
Tinent Garuru: En Garuru és el germà gran d'en Giroro, a més de ser un dels millors militars de l'exèrcit keronià. És de color lila i té un casc d'un lila més fosc. El seu símbol és una A invertida amb un pal al mig. Va venir per substituir la tropa Keroro en la invasió de Pokopen, van ser les 24 hores més emocionants de la Terra. Després va venir a portar una llavor a en Giroro aprofitant que tenia vacances. Al final, la llavor es va convertir en un monstre i en Garuru i en Giroro van lluitar junts, però el Giroro va quedar KO, el va acabar guanyant la Natsumi. És un personatge força misteriós.
Caporal Zoruru: Forma part de la tropa Garuru i el seu rang hauria de ser molt més alt. Li té una gran rancúnia al Dororo però el Dororo no se'n recorda. És una còpia quasi exacta d'en Dororo amb l'excepció que té la meitat feta de metall. És de color gris i té un casc semblant al del Dororo, però més trencat. El seu símbol és una estrella de 3 puntes i té al braç metàl·lic una mena d'espasa que serveix per desintegrar la gent, amb la qual va desintregar tant la Koyuki com el Saburo/Mutsumi.
Novell Toruru: És un jove "haker" informàtic agafat i aïllat per l'exèrcit després d'haver-se introduït a la xarxa militar de Keron i posar-la de potes enlaire. És un capgrós d'intel·lecte una mica inferior al del Kururu. És d'un color taronja clar i porta uns auriculars de color verd. El seu símbol és un cercle de tres puntes.
Infermera Pururu: És una keroniana de color lila fluix i gorro rosa, el seu símbol és un cor invertit partit en dos, amb una part lila i l'altra rosa. És amiga d'infantesa del Giroro, el Zeroro (Dororo) i el Keroro. Gràcies a ells va descobrir la seva vocació, clavar una xeringa al cul de la gent (quan volien recuperar el seu cau dels "gamberros" del barri). És l'amor platònic del Keroro i té un gran trauma com en Dororo. Cada cop que li diuen iaia cau en el "mode trauma".
Soldat de primera Taruru: En Taruru també forma part de la tropa Garuru. Va anar a fer el fatxenda davant en Tamama i el va aconseguir derrotar. En Tamama, gràcies al superescarbat Hèrcules, va tornar i va combatre contra en Taruru. Al final en Taruru va ser derrotat i va quedar com "el dolent de la pel·lícula".

### Grup de mercenaris d'en Shurara
Pumama: Primer membre de l'escamot dels mercenaris d'en Shurara. El seu símbol és un cercle amb un forat al mig i quatre puntes, de color blau celest. És de color verd grogenc, però el seu ull esquerre està envoltat d'un cercle taronja, i té tatuat el seu símbol, en color verd, al costat dret de la boca. Té un casc amb dues puntes, amb una peça de cristall al final. Normalment parla en rima. Per guanyar-se la confiança de la tropa Keroro, va dibuixar diferents símbols pel bé de la invasió, però només era per a enganyar-los. Té un pinzell Niororo que en Kururu va desintegrar amb un curri extra-picant. Al final va fugir i no se l'ha tornat a veure a la sèrie. En la serie en català el seu nom fou canviat per Pumama per raons més que òbvies.
Mekeke: Segon membre dels mercenaris d'en Shurara. És conegut com a Mekeke "el marionetista". És de color marró i el seu símbol és una creu. Té la capacitat de controlar el moviment i la parla de qualsevol ésser viu mitjançant els seus fils (que expulsa per la boca). En un principi sembla un titella de fusta amb sis braços, però la seva identitat verdadera té una antibarrera tan poderosa que ni en Dororo la va poder descobrir. En Saburo, mitjançant un esprai de pintura vermell, el va descobrir. Al final va fugir amb en Pumama.
Kilulu: Tercer membre dels mercenaris. És un keronià líquid de la Llacuna Estigia, pertanyent a un escamot experimental. No té cara definida, és de color gris pàlid, només se li distingeix un ull en blau, el seu símbol és com una gota amb cua. Va lluitar en solitari contra en Giroro(al qual va absorbir les seves qualitats sòlides, deixant-lo durant un temps en estat líquid). Tenia com a missió desfer-se de la Natsumi, però va ser frenat per en Giroro i tancat per la tropa Keroro. Després se'n va anar amb en Dokuku (el seu germà) perquè en Shurara els pagava una misèria de sou.
Dokuku: Quart membre dels mercenaris i germà de l'anterior, també pertanyent al mateix escamot. És un keronià gasós. Sembla un ninot de drap amb semblança d'esperit. El seu símbol és la representació dels esperits japonesos, dels quals en porta un parell voletejant al seu costat de color taronja. Només se li veu un ull i, al contrari que en Kilulu, no parla (només diu ‘doku, doku'). No té anques posteriors. Es va presentar a casa dels Hinata per rescatar el seu germà i proposar-li abandonar l'esquadró Shurara i establir-se per solitari. Ells descononeixen qui li va manar a en Shurara eliminar-los. Té la qualitat de posseir a les persones entrant-hi pel cul, i així va posseir tota la tropa i en Fuyuki. El capítol acaba perseguint la Natsumi. Segons en Kururu, en Dokuku va adquirir les seves qualitats gasoses en una prova experimental. Se'n va anar amb en Kilulu.
Robobo: Cinqué membre dels mercenaris. És un robot amb forma de keronià. Té el cos platejat i el casc de color daurat (té uns auriculars semblants als d'en Kururu). El seu símbol és un cercle de color blanc amb un de negre més petit a l'interior. Té uns ulls quadriculats. Té el poder de fusionar un ésser viu amb una màquina (la que tingués més a prop) i així va aconseguir fusionar a tots menys en Dororo i la Koyuki. En Dororo el va destruir; tanmateix, va cridar una versió d'ell mateix però més gran (en Robobo deia que era el seu germà). Finalment, la tropa Keroro, amb l'ajuda d'uns robots, derrotà la versió gegant d'en Robobo. El destrossaren i no va sortir més a la sèrie.